# Double Trouble (песня)
Double Trouble (с англ. — «Двойные Неприятности») — песня американской рок-группы The Cars, третий трек с альбома Door to Door.

## О песне
Песня была написана вокалистом, ритм-гитаристом и автором песен Риком Окасеком, спета басистом и вокалистом Бенджамином Орром. Продюсером был Окасек с клавишником группы в роли дополнительного продюсера Грегом Хоуксом. Песня заняла 42-е место в чартах Hot Mainstream Rock Tracks. Песню легко можно описать как одну из их хард-рок песен, таких как «Candy-O» и «Got a Lot on My Head».
Критик AllMusic Майк ДеГагн в отрицательном обзоре Door to Door сказал: «На альбоме отсутствует обычная для The Cars химия, состоящая из чёткого вокала Окасека и оживлённой гитарной работы Эллиота Истона, наполненной хуками. Вместо этого такие песни, как „Go Away“ и „Double Trouble“, уступают мрачному инструментированию и некачественным рок-формулам».

## Другие появления
После выпуска на альбоме Door to Door в августе 1987 года, она была выпущена на двадцать четвёртом в общем и третьем с альбома сингле Coming Up You в январе 1988 года. Сингл достиг 74-го места в Billboard Hot 100 и 37-е место в чарте Adult Contemporary.

## Участники записи
- Рик Окасек — гитара, бэк-вокал
- Бенджамин Орр — вокал, бас-гитара
- Грег Хоукс — бэк-вокал, клавишные
- Эллиот Истон — бэк-вокал, соло-гитара
- Дэвид Робинсон — бэк-вокал, ударные